# Албемарл (Северна Каролина)
Албемарл (енгл. Albemarle) град је у америчкој савезној држави Северна Каролина.

## Демографија
По попису из 2010. године број становника је 15.903, што је 223 (1,4%) становника више него 2000. године.
| Група             | 2000.          | 2010.          |
| Белци             | 11.328 (72,2%) | 10.865 (68,3%) |
| Афроамериканци    | 3.215 (20,5%)  | 3.562 (22,4%)  |
| Азијати           | 653 (4,2%)     | 466 (2,9%)     |
| Хиспаноамериканци | 293 (1,9%)     | 719 (4,5%)     |
| Укупно            | 15.680         | 15.903         |